# Carpophthoromyia interrupta
Carpophthoromyia interrupta är en tvåvingeart som beskrevs av Meyer 2006. Carpophthoromyia interrupta ingår i släktet Carpophthoromyia och familjen borrflugor. Inga underarter finns listade.